# André Laronde
André Laronde, né le 19 juin 1940 à Grenoble et mort le 1er février 2011 à Paris,,, est un archéologue helléniste français. Il a fouillé et fait connaitre les sites de la Cyrénaïque antique, spécialement Cyrène.

## Biographie
André Laronde suit ses études secondaires au lycée Champollion, et ses études supérieures à l'université Grenoble-Alpes. Il est agrégé d'histoire en 1963. Il obtient son doctorat d'État en 1977. Il avait présenté la thèse « Recherche sur l'histoire de Cyrène », qui étudie l'histoire de la Cyrénaïque antique sous la domination des Lagides.
De 1963 à 1965, André Laronde enseigne au lycée de Valence. À partir de 1965, André Laronde enseigne à l'université de Grenoble comme assistant de Paul Petit, puis comme maître-assistant de 1972 `a 1978. De 1977 à 1983, il est professeur d'histoire antique.
À partir de 1983, il enseigne l'histoire grecque à l'université Paris IV - Paris Sorbonne (aujourd'hui Sorbonne Université) jusqu'en 2009,.
Il assiste François Chamoux depuis la création en 1976 de la Mission archéologique française à Tripoli,, puis en prend la direction à partir de 1981. Il dirige à Cyrène et Apollonie de Cyrène des fouilles terrestres et subaquatiques,.
En 1987, il publie la thèse Cyrène et la Libye hellénistique, Libykai Historiai, qui lui vaut un prix Ambatiélos de l'Académie des inscriptions et belles-lettres l'année suivante.
André Laronde mène également des fouilles à Leptis Magna. En 2002, il entre à l'Académie des inscriptions et belles-lettres.
Il meurt le 1er février 2011 des suites d'une crise cardiaque.

## Autres fonctions
- Membre de la Société des antiquaires de France (président en 2001)[4]
- Membre de la Société française de numismatique
- Membre de la Société française d'archéologie
- Membre de l’Association pour l'Encouragement des Études grecques
- Membre de la Society for Libyan Studies et de la Société d'étude du Maghreb préhistorique, antique et médiéval
- 1977 : Membre de l'Académie delphinale (président de 1992 à 1994)[4],[6]
- Membre de l'Académie de Savoie[4]
- 1999 : Correspondant de l'Académie des inscriptions et belles-lettres, puis membre en 2003[10].
- Coéditeur de L'Année épigraphique[4]
- Citoyen d'honneur de la ville de Senigallia[4]
- À partir de 1984 : Membre du Conseil supérieur des universités[6]
- 2008-2010 : président de la Conférence nationale des académies[11]

## Publications principales
- Nouveau choix d'inscriptions grecques (collectif), Paris, 1971.
- Mémoire d'Allevard [sous la dir. de], Paris, Éditions Jeanne Lafitte, 1982.
- Cyrène et la Libye hellénistique. Libykai Historiai. De l'époque républicaine au principat d'Auguste., Paris, CNRS (Coll. Études d'Antiquités africaines), 1987[12].
- (it) Ricerche archeologiche nei porti della Libia, Apollonia e Leptis Magna, Senigallia, 1990.
- La Libye (avec François Burgat), Paris, PUF (coll. Que sais-je ?), 1995.
- La civilisation hellénistique (avec Paul Petit), Paris, PUF (coll. Que sais-je ?), 1996.
- La Libye à travers les cartes postales (1900-1940), Paris, Éditions Paris-Méditerranée, 1996 (réed. Alif, Tunis, 1997)[13].
- Précis d'histoire ancienne (avec Paul Petit), Paris, PUF, 2000.
- L'Afrique Antique : Histoire et monuments (avec Jean-Claude Golvin), Paris, Tallandier, 2001.
- Leptis Magna : La splendeur et l'oubli (collectif), Paris, Éditions Hermann, 2005.
- Journée d’hommage à François Chamoux  [sous la dir. de], Paris, éd. Institut de France, 2008.

## Distinctions

### Décorations
- Chevalier de la Légion d'honneur.
- Chevalier de l'ordre national du Mérite.
- Commandeur de l'ordre des Palmes académiques.
- Chevalier de l'ordre des Arts et des Lettres

### Récompenses
- Prix de l'Association des études grecques (1988)[14]
- Médaille d'Archéologie de l'Académie d'architecture[4]